# 우리 이웃의 범죄
"우리 이웃의 범죄"는 2011년에 개봉한 대한민국의 영화이다.

## 캐스팅
- 신현준 : 조 형사 역
- 왕희지 : 고영숙 역
- 전노민 : 정인수 역
- 이기우 : 이태헌 형사 역
- 조상연 : 정명환 역
- 김소현 : 정명희 역
- 박창익 : 정명철 역
- 정원중 : 서 반장 역
- 기태영 : 김 형사 역
- 이재욱 : 문 형사 역
- 노영학 : 조경수 역
- 한필수 : 주인남자 역
- 최명경 : 사채업자 역
- 오인혜 : 고금숙 역
- 양재성 : 이 형사 부 역
- 최종훈 : 해병대 남 역
- 계지성 : 천세동 역
- 김희주 : 임옥자 교수 역
- 양혜진 : 지루박 여자 역
- 안진수 : 상인 1 역
- 한춘일 : 상인 2 역
- 박이준 : 상인 3 역
- 김정영 : 형사계장 역
- 허승철 : 기사식당 주인 역
- 박근택 : 오 사장 역
- 이현숙 : 담당의사 역
- 한예나 : 국과수 직원 역
- 이혜정 : 여경 역
- 빈혜경 : 복지부 직원 역
- 김나정 : 아나운서 역
- 유순옹 : 세동 부 역
- 이재희 : 미용실 주인 역
- 김추월 : 아줌마 1 역
- 배성호 : 동사무소 직원 역
- 김태빈 : 교통사고 남 역
- 한원희 : 이형사 형 역
- 김경범 : 원주 치과의사 역
- 이상훈 : 1반 형사 역
- 최동엽 : 2반 형사 역
- 조현승 : 동네 바보 역
- 한송희 : 다방레지 역
- 박민영 : 여중생 모 역
- 신규진 : 여중생 역
- 한지혜 : 포장마차 여 역
- 원현지 : 제천 치과의사 역
- 김성영 : 선희 엄마 역
- 박민수 : 버스 정비사 역
- 이은석 : 지구대 경사 역
- 김상근 : 사고현장 순경 역
- 홍미란 : 사회자 역
- 이소영 : 동요대회 아이 역
- 김윤지 : 아기 명환 역
- 전진 : 명철 친구 역
- 김미정 : 서울 여대생 1 역
- 김승아 : 서울 여대생 2 역
- 김효정 : 서울 여대생 3 역
- 정규혁 : 이발사 역
- 김규민 : 문상현 역
- 김보민 : 다른 아이 역
- 방주엽 : 방 형사 역
- 김영웅 : 박 형사 역
- 민지민 : 난동사내 역
- 이철우 : 사채업자 부하 역
- 김진성 : 취객 / 운전남 역
- 누엔티 녹원 : 베트남 신부 역
- 김진수 학생주임 역 (우정출연)
- 남희석 : 노래방주인 역 (우정출연)
- 김현철 : 방송국 PD 역 (우정출연)